# مدیریت روسازی
مدیریت روسازی راه (به انگلیسی: Pavement management) فرایند برنامه‌ریزی تعمیر و نگهداری و تعمیر شبکه‌های راه و دیگر زیرساخت‌های اطراف به منظور بهینه‌سازی شرایط روسازی کل شبکه است. مدیریت روسازی به معابر شهری محدود نمی‌شود و در روسازی فرودگاه‌ها هم مورد استفاده قرار می‌گیرد.
در مدیریت روسازی هزینه‌های چرخه حیات روسازی‌ها با رویکردی منظم و سیستماتیک به پروژه‌های کوچک و بزرگ تعمیر و نگهداری جاده را به همراه دارد. از این رو مدیریت روسازی ارتباط تنگاتنگی با مدیریت دارایی زیرساخت دارد. اگرچه مدیریت دارایی شامل تمام مراحل چرخه حیات از طراحی تا بازیافت می‌شود، اما بیشتر توجه آن معطوف به تعمیر و نگه‌داری شبکه راه است.

## سیستم مدیریت روسازی
سیستم مدیریت روسازی (به انگلیسی: Pavement management system) یا پی ام اس (PMS) یک وسیله برنامه‌ریزی برای پیشبرد مدیریت روسازی است. در یک پی ام اس داده‌های راه‌ها ذخیره و برای تصمیم‌گیری استفاده می‌شوند. تصمیم‌گیری بر اساس خروجی‌های مدل‌های زوال انجام می‌گیرد. مدل‌سازی کارایی یا زوال روسازی بر اساس داده‌های ترافیک، آب و هوا و شرایط راه انجام می‌گیرد. با استفاده از خروجی‌های مدل‌های زوال سیستم مدیریت روسازی قادرست اطلاعات لازم برای بهسازی و نگه‌داری راه به تصمیم‌گیرندگان ارائه کند.

## روش‌های مدیریت
روش‌های مدیریت روسازی معمولاً شامل اقدامات زیر هستند:
1. جمع آوری داده و لیست راه‌ها
2. بازرسی روسازی
3. پیش‌بینی شرایط روسازی
4. تحلیل شرایط
5. برنامه ریزی

جمع‌آوری داده‌ها و بررسی شرایط راه معمولاً پرهزینه و زمانبر است. امروزه روش‌هایی چون جمع‌آوری داده اتوماتیک یا پیش‌بینی داده‌ها تا حدی جایگزین روش‌های دستی شده است.

## شاخص‌های شرایط راه
شاخص‌های متعددی در سنجش شرایط راه استفاده می‌شوند. برخی از مهم‌ترین این شاخص‌ها عبارتند از:
- شاخص شرایط روسازی
- شاخص ناهمواری بین‌المللی
- شاخص خدمت‌دهی کنونی